# Jakob Tanner
Jakob Tanner (ur. 18 grudnia 1946, zm. 9 lipca 2020) – szwajcarski zapaśnik walczący w obu stylach. Olimpijczyk z Monachium 1972, gdzie odpadł w eliminacjach w kategorii 62 kg. Zajął piąte miejsce na mistrzostwach Europy w 1969 roku.
- Turniej w Monachium 1972 – styl klasyczny

Przegrał ze Węgrem László Réczim i Grekiem Steliosem Mijakisem.
- Turniej w Monachium 1972 – styl wolny

Przegrał z Zagaławem Abdułbiekowem z ZSRR i Afgańczykiem Ahmadem Djanem.